# Brachychiton populneus

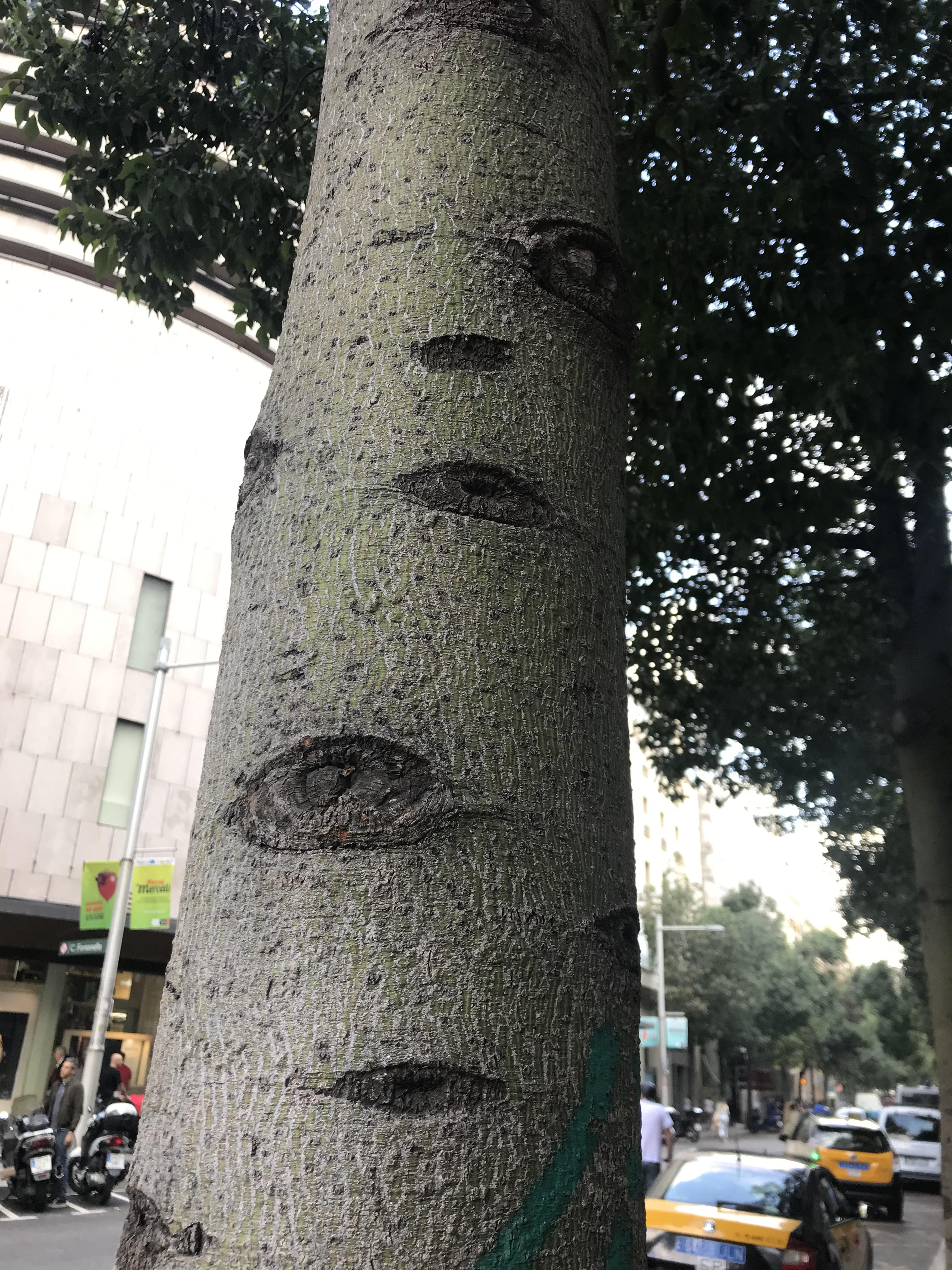
Ejemplar de Brachychiton populneus en la calle de Fontanella de Barcelona

El árbol botella, braquiquito o kurrajong (Brachychiton populneus), es un árbol de talla pequeña o mediana que se distribuye de forma natural en Australia, desde las zonas costeras más húmedas hasta el interior semiárido de Victoria, Nueva Gales del Sur y Queensland.

## Descripción

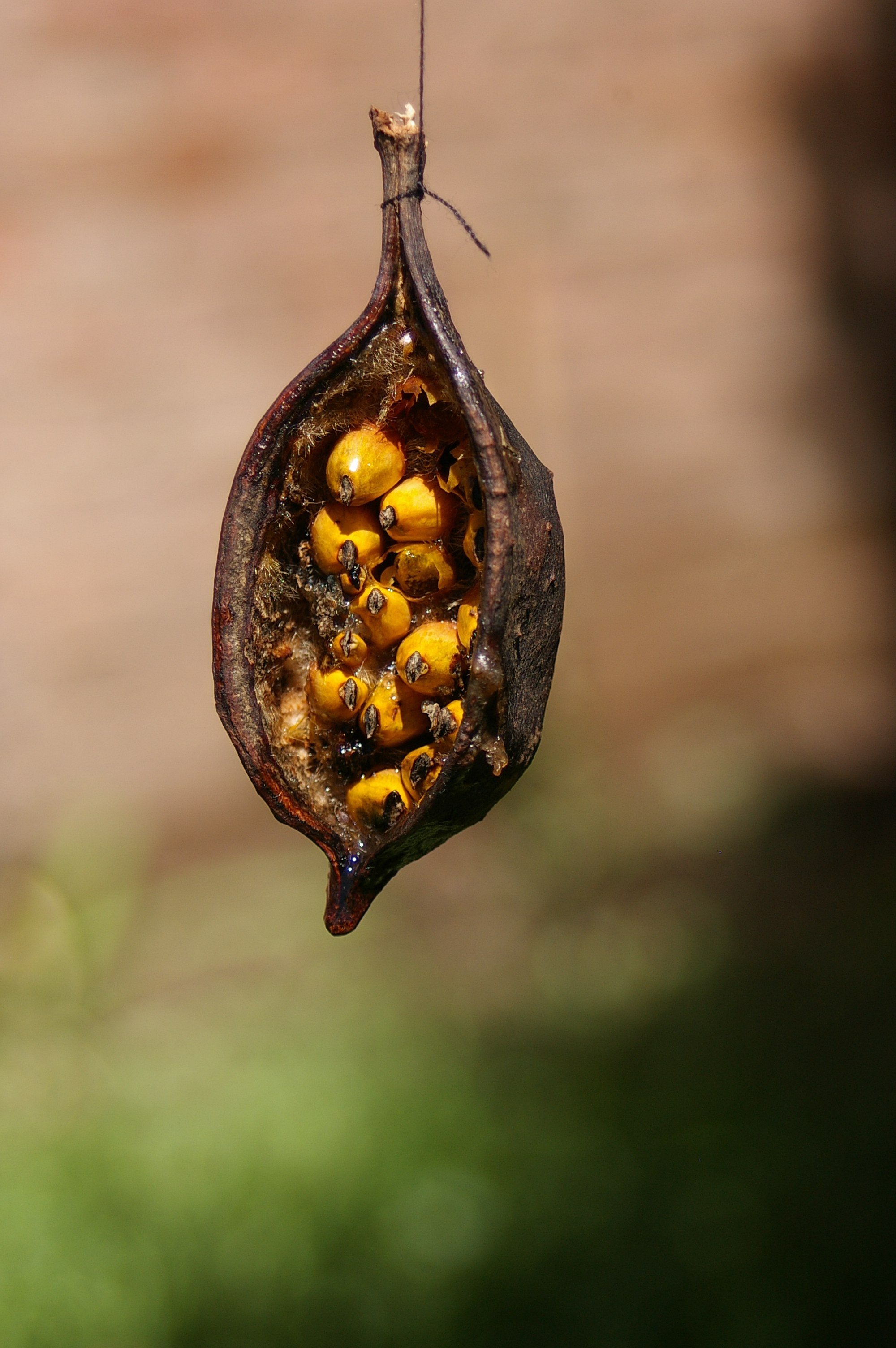
Detalle del fruto.

El tronco engrosado permite el almacenamiento de agua que utiliza para su supervivencia en zonas de clima cálido y seco. Las flores en forma de campana son variables en color (pálido a rosa), mientras que las hojas varían considerablemente en forma. Las hojas pueden ser simples o puntiagudas, pudiendo tener de 3 - 9 lóbulos. Los arbolitos pueden crecer a partir de un tubérculo en una raíz primaria resistente a la sequía y el fuego. Los frutos son duros, coriáceos, terminados en punta (apiculados), sin pelos exteriores (lampiños) pero tapizados interiormente por pelos rígidos. Miden de cuatro a seis centímetros de longitud por 1,5 a tres de anchura, son de color marrón negruzco en la madurez y se disponen sobre largos pedúnculos, de hasta 5 centímetros de longitud. Se abren por una hendidura longitudinal, por lo que técnicamente son folículos. Contienen de cuatro a dieciocho semillas amarillas de alrededor de un centímetro de longitud. Están parcialmente cubiertas de pelos cortos de color gris pardusco, algo urticantes, por lo que se deben manejar con precaución. A esta capacidad urticante obedece el nombre de “pica-pica” que se le da en algunas localidades catalanas.
Se ha introducido como árbol ornamental en el suroeste de Australia, Sudáfrica, Bolivia, Chile,  Luisiana, California y Arizona. En el oeste de Australia ha mostrado ser invasor en áreas alteradas. Es muy usado también como ornamental en Andalucía, Canarias y el levante español. 

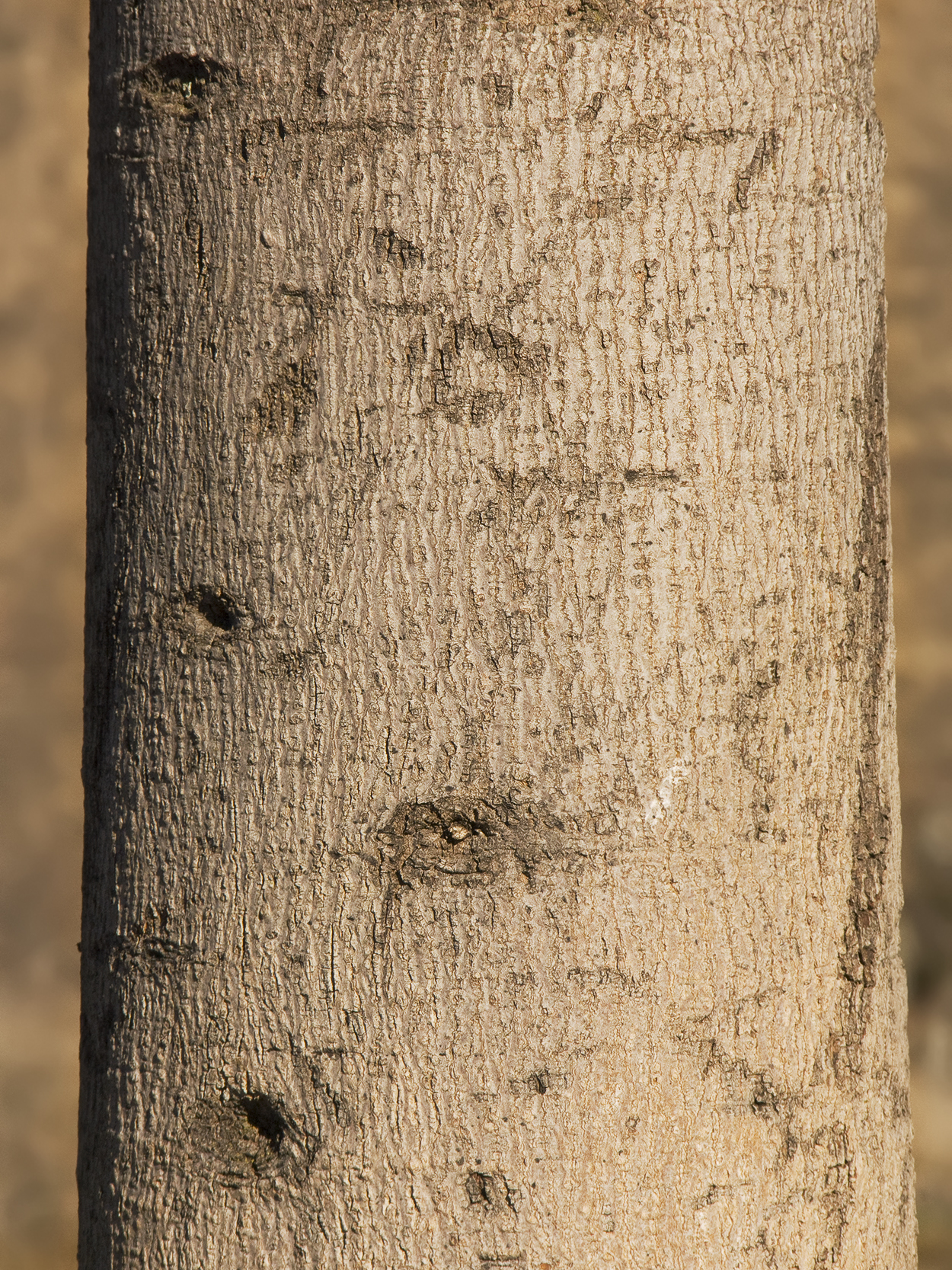
Detalle de corteza en el tronco.

El braquiquito está relacionado con otras especies del género Brachychiton, incluyendo el Árbol botella de Queensland (B. rupestris) o el B. acerifolius. Las distintas especies son cruzadas artificialmente por horticultores para producir híbridos ornamentales.

## Usos
El braquiquito tiene múltiples usos. Los pueblos aborígenes comen las semillas (frutos secos) después de tostarlas. La madera suave y esponjosa ha sido usada para hacer escudos, y la corteza para fibra. Las hojas son usadas como forraje de emergencia para el ganado en los periodos de sequía.

## Etimología
El nombre del género Brachychiton está compuesto por dos palabras griegas que significan “corto” y “túnica”, hacen referencia a la capa de pelos finos y cortos que cubren la semilla. 
El nombre específico populneus se relaciona con el parecido que presenta la hoja a la de algunas especies del género Populus, los álamos y chopos. A veces B. populneus se conoce por los nombres de "kurrajong corteza de cinta" (lacebark kurrajong) y "árbol botella" (bottle tree en los EE. UU.), pero esos son los nombres comunes para otras especies en Australia.

## Sinonimia
- Brachychiton diversifolius R.Br., Plantae Javanicae Rariores: 234(1844)
- Sterculia diversifolia.[7]
- Poecilodermis populnea Schott & Endl. basónimo[8]

## Referencias

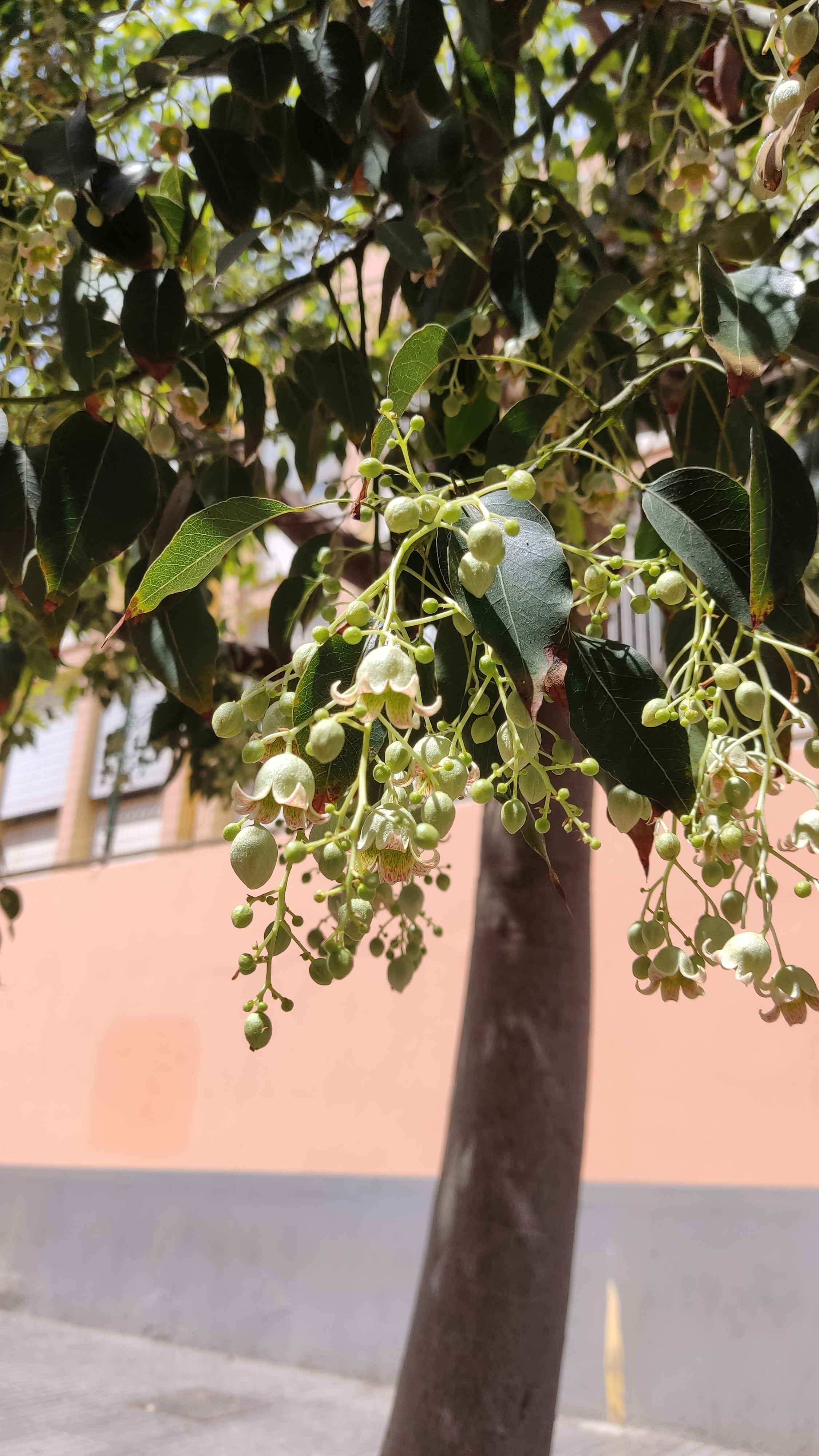
Flor y hojas del árbol botella en Las Palmas de Gran Canaria